# Just for You (album Lionel Richie)
Just for You è il settimo album in studio del cantante statunitense Lionel Richie, pubblicato l'8 marzo 2004.

## Tracce
1. Just for You – 4:33
2. I Still Believe – 4:54
3. Long, Long Way to Go – 4:21
4. Just to be With You Again – 3:32
5. She's Amazing – 4:36
6. Ball and Chain – 3:16
7. The World is a Party – 3:25
8. Time of our Life – 5:07
9. Outrageous – 4:30
10. Road to Heaven – 4:20
11. Dance for the World – 4:08
12. Do Ya – 2:39
13. In my Dreams – 4:56
14. One World – 3:52